# Alfred Świeykowski
Alfred Świeykowski (ur. 1869 w Paryżu, zm. 1953 tamże) – francuski malarz.
Urodził się w rodzinie emigrantów, rodzicami ojca byli Polak i Rosjanka, a matka pochodziła z Belgii. Uczył się malarstwa w École nationale supérieure des beaux-arts w pracowni Fernanda Cormona, swoje prace wystawiał w Salonach Artystów Francuskich pomiędzy 1894 a 1921, od 1927 należał do Société Nationale des Beaux-Arts. W 1937 podczas wystawy indywidualnej został odznaczony złotym medalem. Po wielu latach życia w Paryżu przed wybuchem II wojny światowej przeniósł się do Normandii, gdzie wybudował dom z pracownią. Początkowo tworzył w stylu klasycystycznym, w późniejszym okresie większość jego twórczości była typowa dla impresjonistów, ale część obrazów nosiła cechy graniczące z fowizmem. Wiele podróżował, jego obrazy przedstawiają widoki Paryża, Normandii, Bretanii i Alp. Ponadto tworzył portrety, kompozycje kwiatowe i wnętrza. Jako arystokrata rzadko podpisywał swoje obrazy przeznaczone na wystawy, w drugiej połowie życia twórczego całkowicie zaniechał tego zwyczaju, a mimo to jego twórczość była znana w świecie sztuki. W 2004 powstało „Association des Amis d'Alfred Swieykowski”, organizacja non-profit, która próbuje określić rozmiary dorobku twórczego artysty. Dotychczas ustalono ok. trzysta obrazów, które są prezentowane na wystawach indywidualnych.